# Tatiana Niordson
Tatiana Niordson, född 3 mars 1918 i Jekaterinburg, död 2006 i Linköping, var en rysk balettdansös.
Fadern, Niord Gustafsson, var svensk bergsingenjör och modern, Elena Nikolajevna, ryska. Familjen flydde undan den ryska revolutionen på ett dramatiskt sätt. Med på flykten fanns förutom föräldrarna den äldre halvsyster och mormor Antonina Makeef i familjen kallad Babusjka.

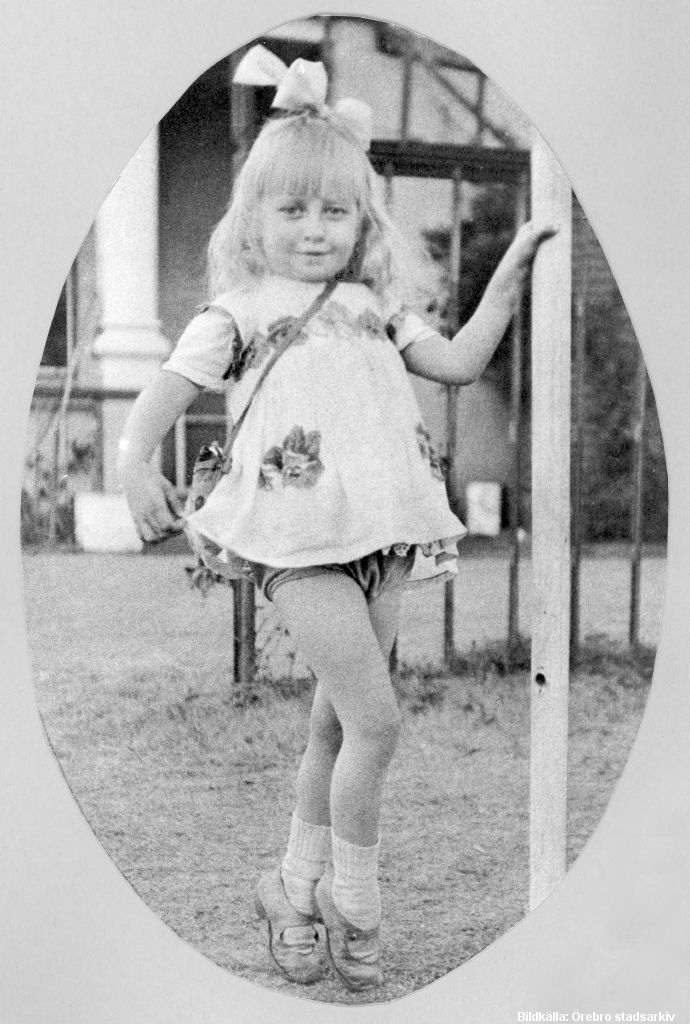

Efter en tid i Garphyttan i Sverige flyttade familjen till Johannesburg i Sydafrika. Natalprovinsen lyste alltid för henne som ett förlorat paradis. Redan som treåring fick hon ta danslektioner och när familjen återvände till Sverige fortsatte hon sin dansutbildning som tioåring i Stockholm. Fem år senare flyttade hon till Paris och dansade för den berömda före detta primadonnan Matilda Ksjesinskaja och 1934 anställdes hon av Ballet de Russe de Monte Carlo och turnerade i Europa, bland annat till Rom och Florens.
Efter två år upplevde hon turnélivet alltför hårt och bestämde sig för att flytta hem till Sverige. Hon bosatte sig som artonåring i Örebro för att komma nära familjen och startade en balettskola där. Några år senare flyttade hon till Stockholm och fick arbete som balettchef hos revykungen Karl Gerhard. År 1945 lämnade Tatiana Stockholm för att följa sin make till Linköping, där hon de kommande 38 åren undervisade stadens barn och ungdomar i framför allt klassisk balett men senare även jazzbalett. Makarna fick tre döttrar och Tatiana kombinerade hemarbetet med dansskolan.
1984 vid 66 års ålder fick hon kulturstipendium av Linköpings kommun med motiveringen "Tatiana Niordson-Norén har med stor kunskap och djupt engagemang introducerat barn och ungdom till den klassiska baletten".